# Araniella coreana
Araniella coreana is een spinnensoort uit de familie wielwebspinnen. Deze spin komt voor in Korea. De soort werd pas in 2002 wetenschappelijk beschreven. 